# Dziki Potok (dopływ Łomnicy)
Dziki Potok (niem. Grűndelwasser) – potok górski, lewy dopływ Łomnicy o długości około 3,0 km.
Potok płynie w Sudetach Zachodnich, w Karkonoszach, w woj. dolnośląskim. Jego źródła rozrzucone są na wysokości około 760-800 m n.p.m., w kotlinie pomiędzy Husycką Górką, Czarną Górą a Czołem, na styku Śląskiego Grzbietu i Pogórza Karkonoskiego. Powstaje z połączenia kilku krótkich bezimiennych potoków. Płynie generalnie ku wschodowi i w dolnej części Karpacza uchodzi do Łomnicy.
Wzdłuż Dzikiego Potoku rozciąga się najstarsza część Karpacza - Płóczki.

## Szlaki turystyczne
W jego dolinie znajdują się dwa szlaki turystyczne:
- - prowadzący wzdłuż potoku, z dolnego Karpacza do Bierutowic,
- - przecinający go w środkowym biegu, z Karpacza na Grabowiec.